# شان گور
شان گور (انگلیسی: Shaun Gore؛ زادهٔ ۲۱ سپتامبر ۱۹۶۸) بازیکن فوتبال اهل بریتانیا است.
از باشگاه‌هایی که در آن بازی کرده‌است می‌توان به باشگاه فوتبال هالیفاکس تاون، باشگاه فوتبال بیلریکای، باشگاه فوتبال ویلدستون، و باشگاه فوتبال فولام اشاره کرد.